# Bertha-Benz-Preis
Der Bertha-Benz-Preis ist eine Auszeichnung für Ingenieurwissenschaftlerinnen, die mit ihrer Dissertation einen gesellschaftlichen Mehrwert erreicht haben.
Seit 2009 wird der Preis jedes Jahr von der Daimler und Benz Stiftung vergeben und ist mit 10.000 Euro dotiert. Er ist nach Bertha Benz (1849–1944) benannt, die mit unternehmerischem und technischem Pioniergeist die Entwicklung ihres Mannes Carl Benz getragen hat. Über die Preisvergabe entscheidet Vorstand, Stiftungsrat und Geschäftsführung der Daimler und Benz Stiftung.

## Preisträgerinnen
- 2009 – Katharina Fischer, Universität Hannover zum Thema: Instationäres Betriebsverhalten und thermomechanische Beanspruchung tubularer Festoxidbrennstoffzellen[2]
- 2010 – Franziska Schäffel, Leibniz-Institut für Festkörper- und Werkstoffforschung (IFW) in Dresden, zum Thema: Synthese, Charakterisierung und Modifizierung von Kohlenstoffnanomaterialien[3]
- 2011 – Katrin Baumann, Technische Universität Darmstadt, zum Thema: dynamische Eigenschaften von Gleitlagern im Maschinenbau[4]
- 2012 – Liane Rheinschmitt, Karlsruher Institut für Technologie, zum Thema: Intelligente künstliche Augenlinse[5]
- 2013 – Friederike Brendel, Karlsruher Institut für Technologie, zum Thema: Datenübertragung im Millimeterwellenbereich[6]
- 2014 – Michaela Herr, Fakultät für Maschinenbau der Technischen Universität Braunschweig, zum Thema: Hinterkantenschall – Minderungskonzepte und Skalierungsgesetze.[7]
- 2015 – Britta Schramm, Fakultät für Maschinenbau an der Universität Paderborn, zum Thema: Risswachstum in funktional gradierten Materialien und Strukturen.[8]
- 2016 – Fiona Sammler, Fakultät für Verkehrs- und Maschinensysteme der Technischen Universität Berlin, zum Thema: Steigerung der Nutzungspotenziale von CVD-diamantbeschichteten Werkzeugen.[9]
- 2017 – Cornelia Sennewald, Fakultät Maschinenwesen, Institut für Textilmaschinen und Textile Hochleistungswerkstofftechnik (ITM), der Technischen Universität Dresden, zum Thema: Herstellung superstabiler Metallzellen auf Webmaschinen.[10]
- 2018 – Silvia Budday, Technische Fakultät der Friedrich-Alexander-Universität Erlangen-Nürnberg, zum Thema: Mechanische Aspekte der Gehirnentwicklung. Despoina Petousi, Fakultät für Elektrotechnik und Information der Technischen Universität Berlin, zum Thema: Analysis of Integrated Silicon Depletion-Type Mach-Zehnder Modulators for Advanced Modulation Formats.[11]
- 2019 – Almut Albiez, für ihre Dissertation Mechanische Charakterisierung und Untersuchung des Verformungsverhaltens hochfester Strukturen mit 3D Mikroarchitektur am Institut für Angewandte Materialien – Werkstoff- und Biomechanik des Karlsruher Institut für Technologie
- 2020 – Katrin Philipp, Technische Universität Dresden, für ihre Dissertation Investigation of aberration correction and axial scanning in microscopy employing adaptive lenses
- 2021 – Alexandra Rommerskirchen, für ihre Dissertation Kontinuierliche fließ-kapazitive Deionisierung am Lehrstuhl für Chemische Verfahrenstechnik (AVT.CVT) der RWTH Aachen und DWI Leibniz-Institut für Interaktive Materialien
- 2022 – Renate Sachse für ihre Dissertation Variational Motion Design for Adaptive Structures an der Fakultät Bau- und Umweltingenieurwissenschaften der Universität Stuttgart
- 2023 – Maren Scheel für ihre Dissertation Experimental Nonlinear Modal Analysis – Method development with particular focus on nonlinear damping am Institut für Luftfahrtantriebe der Universität Stuttgart
- 2024 – Lena Marie Saure für ihre Dissertation an der Universität Kiel zum Thema Aeromaterialien
- 2025 – Hatice Ceren Ates für ihre Dissertation Multi-plexed bionsensors toward smart therapeutic drug management of antibiotics, ein Verfahren, um Echtzeitdaten über den Antibiotikaspiegel im menschlichen Körper zu generieren